# Taeniophallus brevirostris
Taeniophallus brevirostris är en ormart som beskrevs av Peters 1863. Taeniophallus brevirostris ingår i släktet Taeniophallus och familjen snokar. Inga underarter finns listade i Catalogue of Life.
Denna orm förekommer i Amazonområdet i norra Brasilien, i regionen Guyana och i angränsande regioner av Colombia, Ecuador och Peru. Kanske når den även Venezuela och Bolivia. Arten lever i låglandet och i bergstrakter upp till 1500 meter över havet. Habitatet utgörs av regnskogar och av angränsande landskap. Födan utgörs främst av ödlor av släktena Coleodactylus, Leposoma, Prionodactylus och Ptychoglossus. Honor lägger ägg.
För beståndet är inga hot kända. Hela populationen anses vara stabil. IUCN listar arten som livskraftig (LC).